# Jane Monheit
Jane Monheit (Oakdale, New York, 1977. november 3. –) amerikai dzsesszénekesnő.

## Pályakép
Édesapja bendzsón és gitáron játszott, édesanyja énekelt. Sok lemezt mutattak meg neki, amiket a kislány boldogan és tehetségesen utánzott. A legfontosabb ezek közül Ella Fitzgerald Daloskönyv-albumai  voltak.
Húszéves korában a Thelonious Monk énekversenyen második helyezett lett. Debütáló lemeze több mint egy éven át szerepelt a Billboard listáján, a következő pedig ugyanott már listavezető volt.
Az egyik legjelentősebb őrzője Ella Fitzgerald örökségének, akinek dalait saját képére formálja. Népszerűsége csak Diana Krall sikereivel mérhető. Elegáns, természetes, fölényes stílusa minden kimódoltságot nélkülöz.

## Lemezek
- 2000 Never Never Land
- 2001 Come Dream with Me
- 2002 In the Sun
- 2003 Live at the Rainbow Room
- 2004 Taking a Chance on Love
- 2005 The Season
- 2007 Surrender
- 2008 The Lovers, the Dreamers and Me
- 2010 Home
- 2013 The Heart of the Matter
- 2016 The Songbook Sessions: Ella Fitzgerald

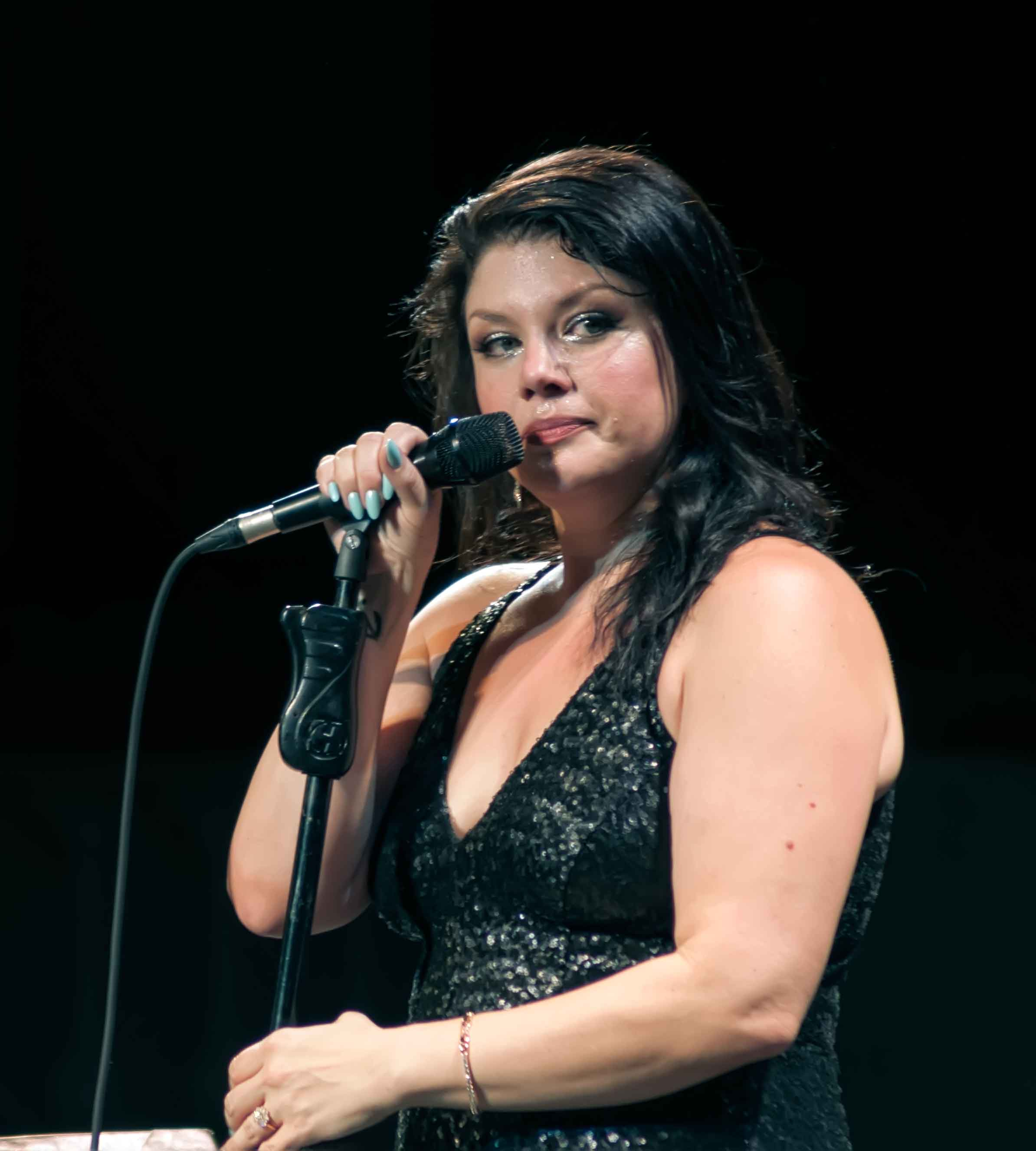
2019-ben

## Díjak
- 2003: Grammy-díj (jelölés)
- 2005: Grammy-díj (jelölés)

## További információ
- Hivatalos oldal
- Jane Monheit a PORT.hu-n (magyarul)
- Jane Monheit az Internet Movie Database-ben (angolul)
- Jane Monheit a Rotten Tomatoeson (angolul)